# Cancionista

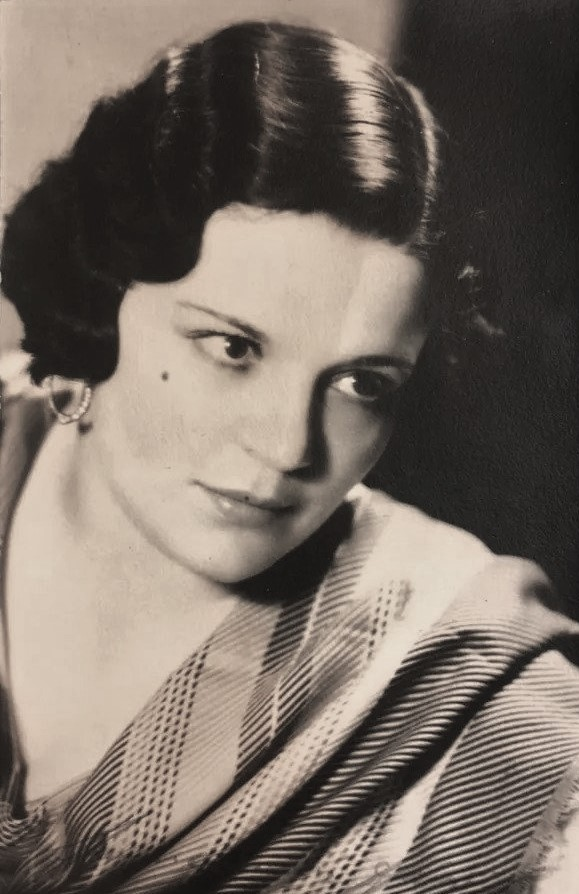
Azucena Maizani, una de las primeras cancionistas de Tango en Argentina.

Cancionista es un término antiguo que se utilizó para englobar aquellas cantantes,  letristas y compositoras femeninas que interpretaron el género del tango y del folclore.
También se usa el término «cancionista» para referirse a los compositores de canciones.

## Origen
Etimológicamente este vocabulario se compone del sustantivo “canción” y del sufijo “ista” que indica oficio, empleo, cargo o quehacer.
Si bien es un término de origen español, tiene su auge a mediado de la década del '10 del siglo XX en Argentina, cuando comenzó a ser utilizado para presentar a las primeras artistas mujeres que se iniciaron en el tango tanto en teatro como en radio. Si bien se hacía referencia a mujeres tangueras, también se aplicó a otros campos de la música como el folclore y la lírica.
Durante esta época las cancionistas solían leer música y tocar uno o varios instrumentos, actuaban en radio y grababan discos. Por su aceptación social fueron incluidas en los sainetes y en las revistas porteñas, transformándose muchas en vedettes de la canción. Fueron intérpretes tanto en el cine parlante como en el mudo, cantando en vivo y con orquesta. Bailaron excepcionalmente el tango. Fueron centro de atención para distintos diarios y revistas especializadas y llegaron a la televisión con mucho éxito.
En la actualidad, y según la Real Academia Española, se define Cancionista a "La persona que compone o canta canciones, es decir que no se habla del género femenino sino también de los hombres. También se encuentran otras deficiniones como "La persona que se dedica a escribir, componer y así mismo es la que canta canción o una composición a modo de verso similar a una poesía y que va acompañado de música, un instrumento musical o de una orquesta", "el que canta canciones" o "intérprete vocal femenina de tango" o "persona que compone o canta canciones".
Algunas de las primeras cancionistas argentinas fueron Mercedes Simone, Azucena Maizani, Rosita Quiroga, Ada Falcón, Libertad Lamarque, Virginia Vera, Sofía Bozán, Linda Thelma,  Adhelma Falcón, Mercedes Carné, Lely Morel, Anita Palmero, Sabina Olmos, Beba Bidart, Tania, las hermanas Lidia Desmond y Violeta Desmond, Myrna Mores  y Tita Merello. Algunas cancionistas que se hicieron más populares por cantar folclore fueron Nelly Omar, Yola Yoli (La Alondra del Litoral), Mercedes Sosa y María Luisa Verón (del dúo Verón-Sauce).
Otras fueron Celia Gámez, Perlita Greco, Teresita Asprella, Alina de Silva, Rosita Barrios, Sarita Watle, Celia Deza, Pilar Arcos, Carmelita Aubert, Emilia García, Lucy Clory, María Turgenova, Raquel Meller, Tani Zerja, Luisita Esteso, Inesita Pena e Imperio Argentina, entre tantas.
Las cancionistas no surgieron por generación espontánea, sino que fueron producto de un largo proceso iniciado con las cupletistas y tonadilleras en los varietés como Pepita Avellaneda, Linda Thelma, cantando las primeras obras o tangos y dando el puntapié inicial a que las actrices interpretaran tango en los distintos sainetes y obras teatrales. María Luisa Notar, Manolita Poli, Eva Franco, Olinda Bozán o María Esther Podestá fueron bisagras que permitieron abrir la puerta a estas cancionistas con ansias de triunfar pero sin olvidar su origen humilde.